# Schlaflos (Album)
Schlaflos ist das vierte Studioalbum der Berliner Punk-Rock-Band Jennifer Rostock. Es wurde am 17. Januar 2014 veröffentlicht.

## Entstehung
Im April 2013 entwickelte die Band im Horus Sound Studio in Hannover aus Demomaterial eine Basisversion des neuen Albums. Für die eigentlichen Studioaufnahmen fuhr sie im Folgemonat für fünf Wochen nach New Jersey, nahe New York. Dort wurde das Album von Musikproduzent Chris Badami in dessen Porträt Recording Studios aufgenommen.
Zu dem Album trugen außerdem die Musiker Mc Fitti, Sebastian Madsen (Madsen), Jen Bender (Grossstadtgeflüster) und Jan „Monchi“ Gorkow (Feine Sahne Fischfilet) mit Features bei.

## Rezeption
Das Album erreichte Platz 2 der deutschen, Platz 5 der österreichischen und Platz 40 der schweizerischen Charts.
Andreas Menzel von Plattentests.de bewertete das Album Schlaflos mit 3 von 10 Punkten. Er sieht die eigentliche Stärke der Band in geradlinigen Songs, die von Jennifer Rostock mit „ein wenig Brüllerei“ vorgetragen werden und in denen es nicht zur „zwanghafte(n) Vorführung der vermeintlichen Facettenhaftigkeit der Bandleader-Stimme“ kommt. Stattdessen setze die Band auf dem Album Schlaflos Indie-, HipHop- und Clubelemente ein und verpasse dadurch „Kohärenz und jedwede Sonderstellung“. Besonders kritisiert er die Songs Ein Schmerz und eine Kehle, in dem sich Sängerin Jennifer Weist „als Rapperin versucht“, und Phantombild, das in „Silbermond-schmachtende Sphären“ abfalle. Dagegen sei  Tauben aus Porzellan als „Poprock-Ballade mit anfänglichen Indie-Chören und raveartigem Zwischenteil harmonisch vergleichsweise gut ausgestattet“, der Songtext enthalte jedoch Plattitüden.
Wohlwollend beurteilte dagegen Amelie Köppl von laut.de das Album. Es wirke „gereift“ und „stelle keinen Schnellschuss dar“. Es handele sich eher um Mainstream als um Indie, was aber nichts ausmache, da „die Band ohnehin aber besser auf der Bühne, als auf Platte“ funktioniere. Positiv hebt sie den Song K.B.A.G. hervor, der „als Sahnehäubchen den besten Satz des Abends“ enthalte: «Wir müssen uns nicht finden, wir sind immer an der Bar!».

## Titelliste
| #   | Titel                           | Länge |
| --- | ------------------------------- | ----- |
| 1.  | Zeitspiel                       | 2:55  |
| 2.  | Phantombild                     | 2:46  |
| 3.  | Du nimmst mir die Angst         | 4:04  |
| 4.  | Bis hier und nicht weiter       | 3:00  |
| 5.  | Ein Schmerz und eine Kehle      | 4:05  |
| 6.  | K.B.A.G.                        | 3:01  |
| 7.  | Der blinde Passagier            | 4:06  |
| 8.  | Echolot                         | 4:17  |
| 9.  | Wenn der Wodka zweimal klingelt | 2:08  |
| 10. | Hollywood                       | 2:43  |
| 11. | In den Sturm                    | 2:59  |
| 12. | Tauben aus Porzellan            | 4:59  |
| 13. | Schlaflos                       | 6:19  |

## Trivia
- Die Deluxe Edition des Albums enthält neben den 13 Liedern der Standard Edition außerdem noch die DVD „Schlaflose Zeiten“, die den Entstehungsprozess des Albums dokumentiert.

- Der Demo-Titel von „In den Sturm“ war „Lass Los“.[7]

- Die ersten Entwürfe von „Hollywood“ entstanden schon vier Jahre vor der Albumveröffentlichung. Die Band schaffte es aber erst zu „Schlaflos“, den Titel zur eigenen Zufriedenheit fertigzustellen. Zuvor sollte er auch schon auf dem Album „Mit Haut Und Haar“ sein. (Lt. der „Schlaflose Zeiten“-Doku)

- In der Doku zum Album wird ebenfalls gezeigt, dass ein weiterer Titel, der aufgenommen wurde, es aber nicht auf das Album geschafft hat, „Feuer Und Flamme“ heißt.[8]